# Letecká nehoda An-24 Vzdušných sil Slovenské republiky
Letecká katastrofa slovenského An-24 je největší letecké neštěstí v dějinách samostatné Slovenské republiky.
Antonov An-24 Slovenské armády narazil za tmy, za příznivých meteorologických podmínek, do zalesněného kopce při přistávacím manévru 19. ledna 2006 mezi obcemi Hejce a Telkibánya v Maďarsku, pouhé 3 km od hranic se Slovenskem, přibližně 20 km od letiště. Při nárazu letadla zemřelo 41 vojáků a 1 civilní zaměstnanec ministerstva obrany SR, jeden voják přežil. Letoun přivážel zpět slovenské příslušníky sil KFOR z půlroční služby v Kosovu.

## Letecká katastrofa

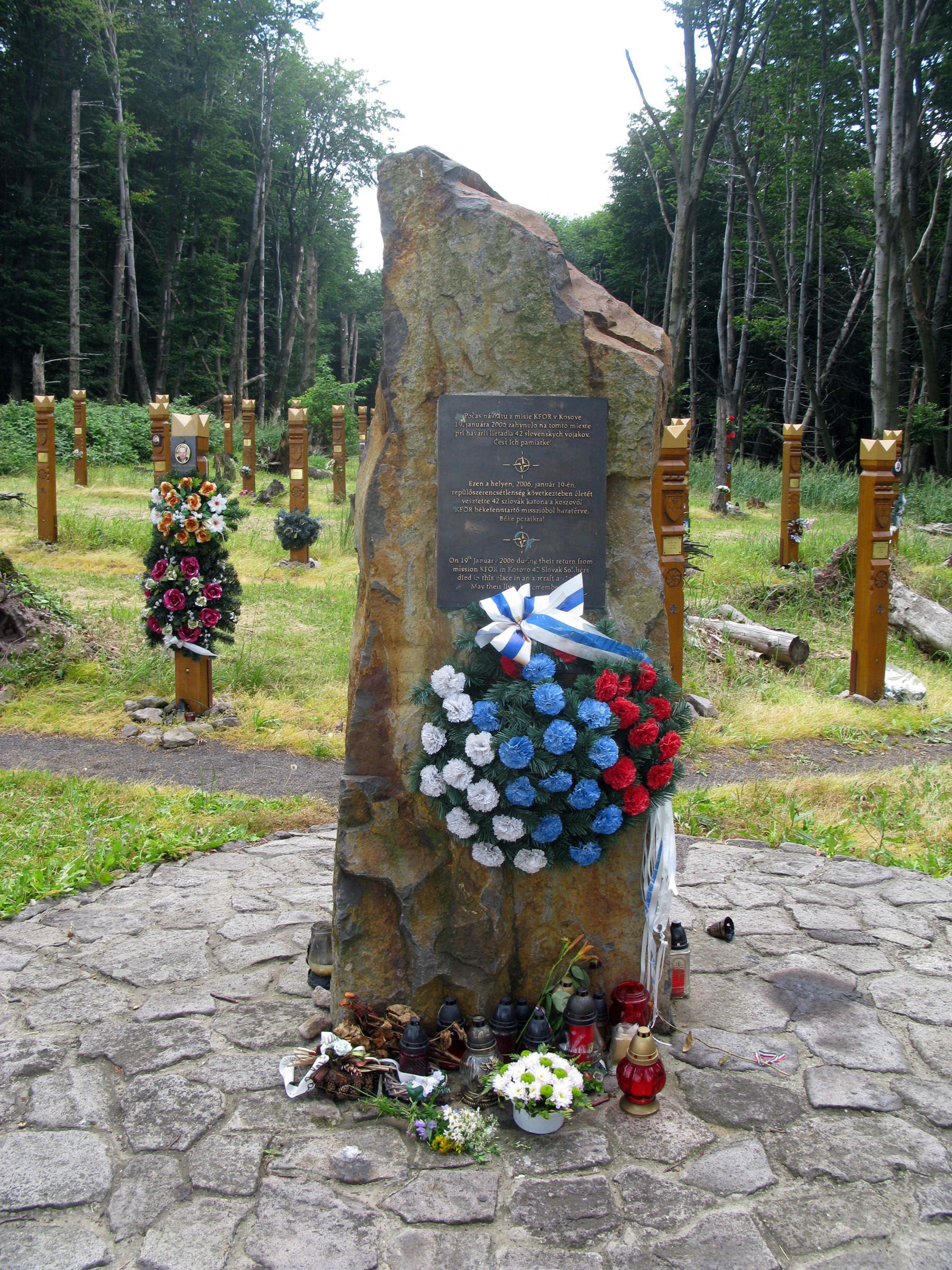
Památník na místě neštěstí

19. ledna 2006 v 17:15 odstartovaly z letiště v kosovské Prištině dva vojenské letouny se slovenskými příslušníky mírových sil KFOR. Přistání bylo plánováno v 19:40 na letišti v Košicích. V 19:30 po zahájení přiblížení na přistání havaroval jeden z letounů nedaleko maďarsko-slovenských hranic. Narazil ještě na maďarském území v zalesněné oblasti mezi obcemi Hejce a Telkibánya (GPS poloha: 48°26′51″ s. š., 21°18′45″ v. d.). Havarovaným strojem byl letoun sovětské výroby Antonov An-24B, r. v. 1969, registrace 5605, samostatné dopravní letky v Kuchyni.
V 19:46 vyhlásila Letecká pátrací záchranná služba (LPZS) pohotovost prvního stupně a k místu nehody byl vyslán z letiště Sliač vrtulník Mi-17, který lokalizoval místo nehody na svahu vrchu Borsó ve 20:30. O půl hodiny později překročily slovensko-maďarskou hranici 4 sanitky a hasiči z Košic. Na místě nehody, v těžko přístupném terénu a v mrazu, našli záchranáři pouze jediného přeživšího – nadporučíka Martina Farkaše (27), který byl transportován na oddělení ARO košické nemocnice. Farkaš se po nehodě tělesně poměrně rychle zotavil, trpěl však výpadky paměti, které podle lékařů souvisely s otokem mozku, jímž voják prošel. Zároveň mu byl do hlavy voperován mozkový senzor. Farkaš na tiskové konferenci konané 25. ledna oznámil, že se ani po tomto zážitku nebojí usednout do letadla a hodlá dál sloužit u svého útvaru v Levicích. Do žádné zahraniční mise už se ale nepřihlásí.
Trosky letadla An-24 byly později převezeny na leteckou základnu v Prešově a podrobeny důkladnému vyšetřování. Důvody havárie nebyly i přes nalezení funkčních černých skříněk dlouhou dobu úplně jasné, nakonec se však potvrdila původní domněnka, že neštěstí způsobilo selhání lidského faktoru. Posádka se zřejmě dopustila primárně navigační chyby, když přiblížení na VPD01 probíhalo, namísto nížinným údolím Hornádu, východněji, nad kopci Zempléni-hegység. Podle vyšetřovací komise nemělo letadlo správně nastavený radiový výškoměr a posádka špatně odhadla přechod z přístrojového na vizuální přiblížení k letišti v Košicích.
Slovensko drželo po nehodě 24hodinový státní smutek. Rozloučení s plnými vojenskými poctami se konalo za účasti tisíců lidí v prešovské městské hale Jana Pavla II. Na pohřeb obětí havárie přijel i generální tajemník NATO. Slovenský ministr obrany Juraj Liška podal demisi.
V maďarské obci Hejce byl v květnu 2007 odhalen památník obětem. Je tvořen bronzovou sochou anděla s polámanými křídly, kolem níž jsou umístěny polámané stromy, které letadlo při pádu poškodilo. Celkové náklady na výstavbu památníku činily pět milionů slovenských korun. Většina této částky připadla tvůrcům památníku, 550 tisíc korun obdržela obec Hejce.
Příbuzní obětí se po 13 letech od havárie rozhodli obrátit se na mezinárodní soud. Jejich občanské sdružení AN-24(5605)-Hejce je přesvědčeno, že havárii nezpůsobil pilot, ale mohlo dojít k selhání techniky po modernizaci letadla. Sdružení proto bude chtít u soudu dosáhnout odtajnění vyšetřovacího spisu, který slovenské ministerstvo obrany nadále odmítá odtajnit. „My chápeme, že ozbrojené síly vykonávají činnosti, které nejsou zveřejnitelné. Ale co se týče letadla, jeho oprav a modernizace, domnívám se, že tyto věci by neměly být utajované,“ řekl televizi Joj předseda občanského sdružení Ľudovít Orlický.

## Oběti
| Hodnost, jméno a příjmení     | Věk | Útvar                | Působení v misi | Zastávaná funkce                                                                         |
| ----------------------------- | --- | -------------------- | --------------- | ---------------------------------------------------------------------------------------- |
| plk. Martin Haber             | 57  | VÚ Liptovský Mikuláš | 6 měsíců        | Lékař obvaziště                                                                          |
| plk. Štefan Ivan              |     | MO SR                | metodická pomoc | Zástupca vel. CRO ŠbRO GŠ OS SR                                                          |
| pplk. Ľuboš Balucha           | 41  | VÚ Prešov            | 6 měsíců        | Velitel kontingentu                                                                      |
| pplk. Josef Bigas             | 32  | MO SR                | 6 měsíců        | Náčelník pracoviště MO SR                                                                |
| pplk. Igor Angelovič          | 45  | GŠ OS SR             | 12 měsíců       | Starší důstojník velitelství KFOR                                                        |
| pplk. Ľuboš Belák             |     | MO SR                | metodická pomoc | Náčelník oddělení objasňování a dokazování trestné činnosti na velitelství VP MO Trenčín |
| pplk. Miroslav Novák          |     | VÚ Malacky           | posádka letadla | Druhý pilot - velitel SDL Malacky                                                        |
| pplk. Michal Štang            | 45  | ÚVD MO SR            | metodická pomoc | Generální vikář OS SR                                                                    |
| mjr. Vladimír Sopúch          |     | SLPS Hlohovec        | metodická pomoc | Náčelník logistiky                                                                       |
| mjr. Róbert Tulipán           | 25  | MO SR                | 6 měsíců        | VSD pracoviště MO SR                                                                     |
| mjr. Ľuboš Martinček          | 37  | MO SR                | 6 měsíců        | VSD pracoviště MO SR                                                                     |
| kpt. Igor Scigeľ              | 33  | VÚ Liptovský Mikuláš | 6 měsíců        | Náčelník směny skupiny vojenské policie                                                  |
| kpt. Tomáš Žipaj              |     | VÚ Malacky           | posádka letadla | Palubní inženýr                                                                          |
| kpt. Norbert Kumančík         |     | VÚ Malacky           | posádka letadla | Kapitán letadla                                                                          |
| kpt. Marián Fábry             | 31  | VÚ Trebišov          | metodická pomoc | Náčelník logistiky mechaniz. praporu                                                     |
| kpt. Michal Agnet             |     | MO SR                | metodická pomoc | VSD OddROMZ CRO ŠbRO                                                                     |
| kpt. Róbert Soľava            |     | VÚ Malacky           | posádka letadla | Navigátor                                                                                |
| kpt. Dominik Ocelka           | 30  | MO SR                | 14 měsíců       | Náčelník pracoviště MO SR                                                                |
| npor. Ján Balog               | 30  | VÚ Trebišov          | 6 měsíců        | Velitel mechanizované roty                                                               |
| npor. Marián Illéš            | 29  | VÚ Trebišov          | 12 měsíců       | Zástupce velitele roty                                                                   |
| npor. Jana Peštová            | 27  | VÚ Zvolen            | 6 měsíců        | Zástupce náčelníka skupiny PeM                                                           |
| npor. Peter Orlovský          | 26  | VÚ Prešov            | 6 měsíců        | Zástupce náčelníka skupiny log.podpory                                                   |
| npor. Adriana Joppová         | 35  | VÚ Prešov            | 12 měsíců       | Zástupce náčelníka skupiny vel. a spojení                                                |
| npor. Alexander Gaál          |     | VÚ Martin            | 12 měsíců       | Starší důstojník skupiny logistiky                                                       |
| npor. Ján Hejduk              |     | VÚ Malacky           | posádka letadla | Ve výcviku na palubního technika                                                         |
| práp. Ondrej Keszi            |     | VÚ Malacky           | posádka letadla | Radista                                                                                  |
| práp. Vlastimil Čepičan       | 33  | Vojenská policie     | 10 měsíců       | Inspektor skupiny vojenské policie                                                       |
| npráp. Róbert Letko           | 35  | VÚ Prešov            | 12 měsíců       | Starší inspektor skupiny voj. policie                                                    |
| por. Ľudovít Orlický          | 26  | VÚ Prešov            | 6 měsíců        | Důstojník skupiny podpory velení                                                         |
| por. Dušan Paľuch             | 27  | VÚ Prešov            | 12 měsíců       | Důstojník skupiny podpory velení                                                         |
| nrtm. Karol Malatin           |     | VÚ Malacky           | posádka letadla | Technik elektro-speciálního vybavení letadel                                             |
| nrtm. Daniel Gumenický        | 31  | VÚ Trebišov          | 6 měsíců        | Velitel mechanizovaného družstva                                                         |
| rtm. Peter Krištan            | 27  | VÚ Trebišov          | 12 měsíců       | Velitel mechanizovaného družstva                                                         |
| rtn. Marek Kičinko            | 32  | VÚ Trebišov          | 6 měsíců        | Technik roty                                                                             |
| rtn. Peter Komora             | 22  | VÚ Trebišov          | 12 měsíců       | Velitel mechanizovaného družstva                                                         |
| čat. Bronislava Gregorovičová | 22  | VÚ Malacky           | posádka letadla | Palubní průvodčí                                                                         |
| voj. Tomáš Kardoš             | 23  | VÚ Michalovce        | 6 měsíců        | Řidič družstva podpory a velení                                                          |
| slob. Peter Cogan             | 28  | VÚ Trebišov          | 12 měsíců       | Řidič průzkumník                                                                         |
| des. Juraj Žubor              | 31  | VÚ Nitra             | 6 měsíců        | Řidič průzkumník                                                                         |
| des. Pavol Čigáš              | 35  | VÚ Trebišov          | 12 měsíců       | Řidič průzkumník                                                                         |
| des. Rastislav Novák          | 26  | VÚ Trebišov          | 12 měsíců       | Řidič průzkumník                                                                         |
| Mgr. Peter Kotvan             |     | MO SR                | metodická pomoc | IMO SR                                                                                   |